# Пархомовка (Харьковская область)

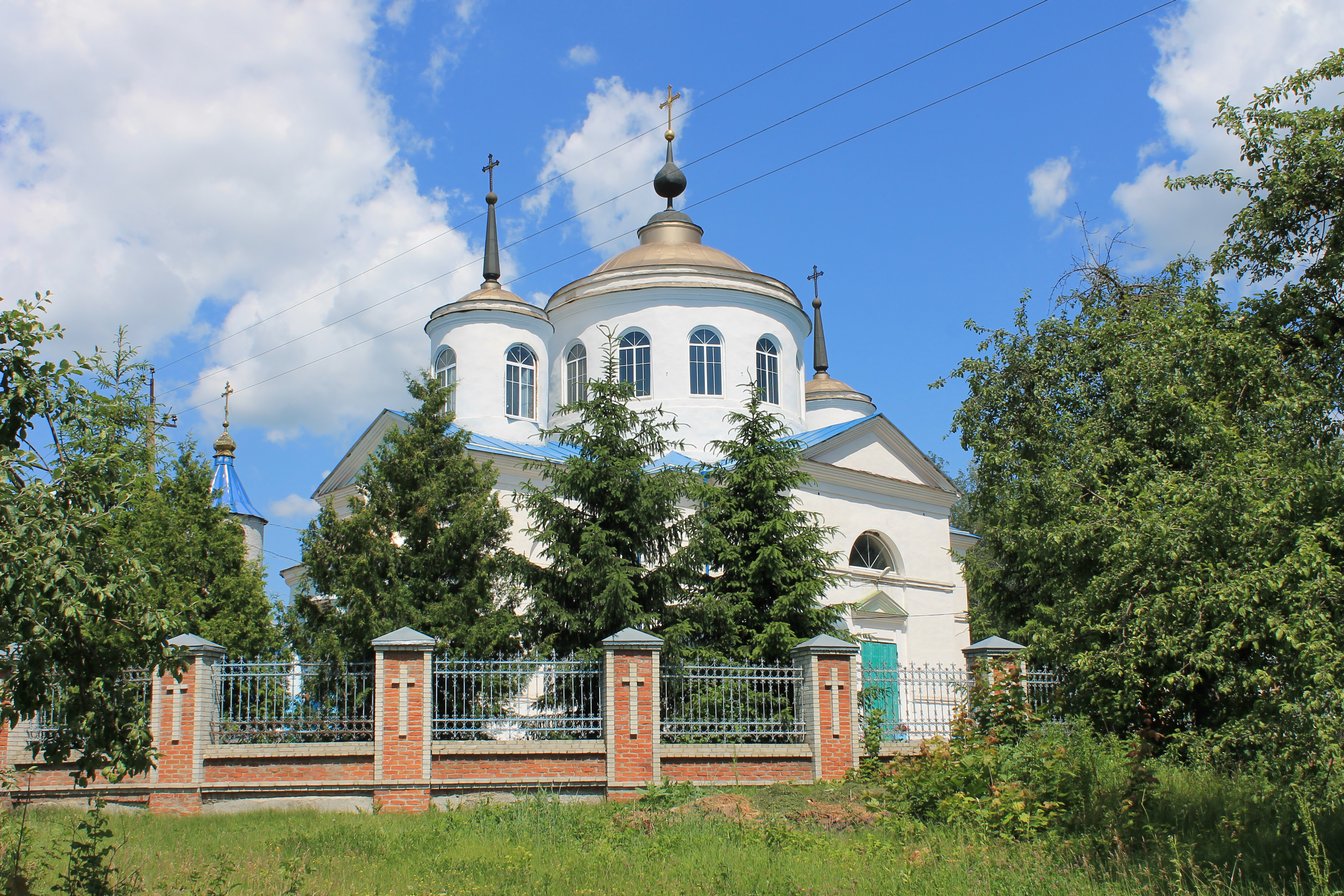
Церковь Покрова Пресвятой Богородицы

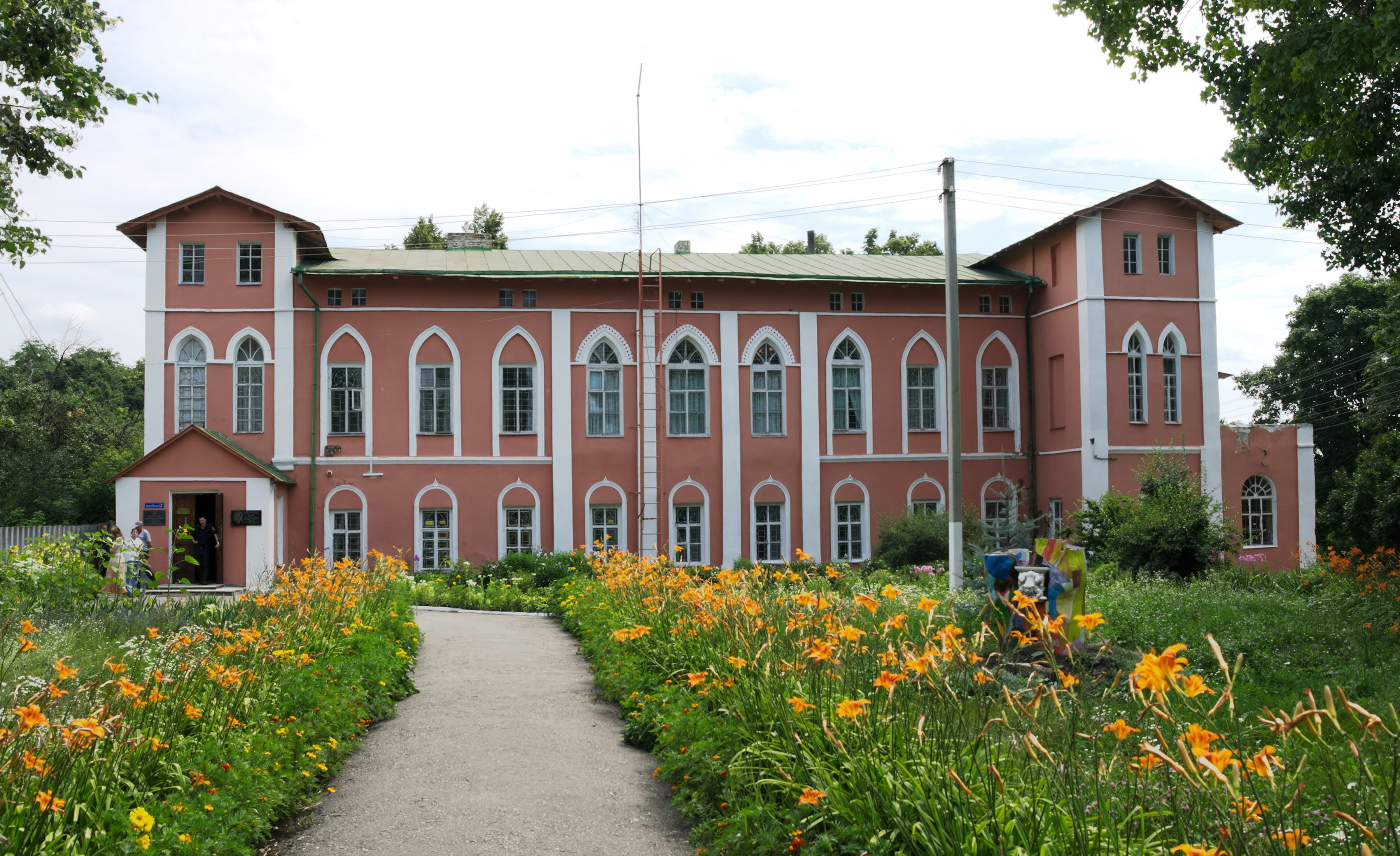
Дворец графа Подгоричани, в настоящее время — историко-художественный музей

Пархомовка (укр. Пархомівка), село, Пархомовский сельский совет, Краснокутский район, Харьковская область.
Является административным центром Пархомовского сельского совета, в который, кроме того, входят село Гаркавец и посёлки Павловка и Степовое.

## Географическое положение
Село Пархомовка находится на берегу реки Котельва, недалеко от её истоков.
Село вытянуто вдоль реки на 8 км. Ниже по течению примыкает село Сидоряче (Котелевский район).
На реке несколько запруд.

## История
Первое упоминание о селении относится к 1688 году.
В 1765 году в селении насчитывалось 224 двора и 1600 жителей.
В 1789 году владельцем села стал граф генерал-поручик Подгоричани, а после его гибели в Отечественной войне 1812 года — помещик Вучичевич и его потомки. 
Село входило в состав Богодуховского уезда Харьковской губернии Российской империи.
В 1872 году был открыт Пархомовский сахарный завод сахарозаводчиком И. Г. Харитоненко.
В апреле 1917 года в Пархомовке был создан волостной земельный комитет, в сентябре 1917 года — ревком.
В 1920 году на Пархомовский сахзавод производили набеги местные мелкие банды. Для охраны завода была создана Пархомовская комендантская рота под командованием М. Заклепенко. 
С апреля по июль 1921 года на завод четырежды совершала вооружённые нападения Повстанческая армия Нестора Махно с целью грабежа сахара. В общем махновцы в 1921 году ограбили завод более чем на 20 тысяч пудов произведённого сахара.
18-19 апреля 1921 года полк Махно (400 сабель, 40 тачанок) произвёл налёт на Пархомовку. Бои продолжались два дня - между Краснокутском и Пархомовкой. Пархомовская комендантская рота погибла полностью, кроме одного человека. Махновцы увезли 560 пудов сахара и забрали 63 лошади. После этого были произведены до июля того же года ещё три нападения. Для охраны завода и разгрома банд были использованы регулярные войска РККА; после чего нападения прекратились.
В 1932 году в селе начал работу пункт по откорму крупного рогатого скота.
Во время Великой Отечественной войны с 9 октября 1941 до 12 августа 1943 года селение находилось под немецкой оккупацией.
25 марта 1981 года Пархомовский элитно-семеноводческий совхоз Краснокутского района Харьковской области был награждён орденом Трудового Красного Знамени.
В июле 1995 года Кабинет министров Украины утвердил решение о приватизации Пархомовского сахарного завода, после чего государственное предприятие было преобразовано в открытое акционерное общество.
По данным переписи 2001 года численность населения составляла 3679 человек.
В 2003 году была демонтирована проложенная к селу узкоколейная железнодорожная ветка.

## Экономика
- Молочно-товарная ферма.

## Объекты социальной сферы
- Школа.

## Достопримечательности
- Усадьба графа Подгоричани (1780-е годы).
- Пархомовский историко-художественный музей имени А. Ф. Лунёва в графской усадьбе. Открыт в 1955 году[8].
- Дом, в котором жил Казимир Малевич в подростковом возрасте.
- Братская могила советских воинов и партизан. Похоронено 295 воинов.
- Братская могила советских воинов. Похоронено 449 воинов.
- Братская могила советских воинов. Похоронено 44 воина.

## Православный храм
- Церковь Покрова Пресвятой Богородицы[9].

## Известные люди
- Ахтырченко Михаил Иванович (1918—1999) — Герой Советского Союза, родился 29 октября 1918 года в селе Пархомовка.
- Викберг, Борис Акселевич — (1886—1938]) — советский учёный-математик, декан физико-математического факультета (1936—1938), проректор по заочному обучению (1936—1937) Пермского университета.
- Варава, Борис Семёнович (1925—1945) — Герой Советского Союза, уроженец Пархомовки.